# Синій чай
Синій чай — трав'яний чай без кофеїну, напій, який готують з відвару або настою квіткових пелюсток або цілої квітки рослини кліторії трійчастої. Кліторія трійчаста також відома як метеликовий горошок, блакитний горошок, кордофанський горох, квіти синього чаю або азійські голубині крила.
Виготовлений з рослини, поширеної в більшості країн Південно-Східної Азії, чай з квітів синього горошку заварювали протягом століть, але тільки нещодавно він був представлений любителям чаю за межами корінних районів. Чай з квіток метеликового горошку набуває характерного відтінку завдяки темно-синьому кольору пелюсток, який протягом століть робив цю рослину популярною фарбою. Однією з особливістю чаю є той факт, що він змінює колір в залежності від рівня водневого показника доданої в нього речовини, наприклад, додавання лимонного соку в чай зробить його фіолетовим.
Квіти кліторії використовуються в Аюрведі через їх лікувальні властивості.